# Kevin Ayala
Kevin Enrique Ayala Mendoza (Santa Ana, 15 de julio de 1993) es un futbolista salvadoreño, juega como defensa y su actual equipo es el PLATENSE de la Primera División de El Salvador.

## Clubes
Actualizado al último partido jugado el 27 de agosto de 2023.
| Alianza Fútbol Club · El Salvador           | 1.ª                 | 2014                | 11  | 0 | - | - | - | - | 11  | 0 |
| Alianza Fútbol Club · El Salvador           | Total               | Total               | 11  | 0 | 0 | 0 | 0 | 0 | 11  | 0 |
| Santa Tecla Fútbol Club · El Salvador       | 1.ª                 | 2015                | 19  | 0 | - | - | - | - | 19  | 0 |
| Santa Tecla Fútbol Club · El Salvador       | 1.ª                 | 2015-16             | 42  | 3 | - | - | 3 | 0 | 45  | 3 |
| Santa Tecla Fútbol Club · El Salvador       | 1.ª                 | 2016-17             | 46  | 0 | - | - | - | - | 46  | 0 |
| Santa Tecla Fútbol Club · El Salvador       | 1.ª                 | 2017-18             | 21  | 2 | - | - | - | - | 21  | 2 |
| Santa Tecla Fútbol Club · El Salvador       | 1.ª                 | 2018-19             | 25  | 0 | - | - | - | - | 25  | 0 |
| Santa Tecla Fútbol Club · El Salvador       | Total               | Total               | 153 | 5 | 0 | 0 | 3 | 0 | 156 | 5 |
| Sonsonate Fútbol Club · El Salvador         | 1.ª                 | 2019-20             | 33  | 0 | - | - | - | - | 33  | 0 |
| Sonsonate Fútbol Club · El Salvador         | 1.ª                 | 2020-21             | 24  | 1 | - | - | - | - | 24  | 1 |
| Sonsonate Fútbol Club · El Salvador         | Total               | Total               | 57  | 1 | 0 | 0 | 0 | 0 | 57  | 1 |
| Club Deportivo FAS · El Salvador            | 1.ª                 | 2021-22             | 15  | 0 | - | - | - | - | 15  | 0 |
| Club Deportivo FAS · El Salvador            | Total               | Total               | 15  | 0 | 0 | 0 | 0 | 0 | 15  | 0 |
| Santa Tecla Fútbol Club · El Salvador       | 1.ª                 | 2022-23             | 25  | 0 | - | - | - | - | 25  | 0 |
| Santa Tecla Fútbol Club · El Salvador       | Total               | Total               | 25  | 0 | 0 | 0 | 0 | 0 | 25  | 0 |
| Club Deportivo Platense · El Salvador       | 1.ª                 | 2023                | 16  | 0 | - | - | - | - | 16  | 0 |
| Club Deportivo Platense · El Salvador       | Total               | Total               | 16  | 0 | 0 | 0 | 0 | 0 | 16  | 0 |
| Total en su carrera                         | Total en su carrera | Total en su carrera | 277 | 6 | 0 | 0 | 3 | 0 | 280 | 6 |
| (2) No incluye goles en partidos amistosos. |                     |                     |     |   |   |   |   |   |     |   |

Segunda División de El Salvador
| Club                   | País        | Año         | Partidos | Goles |
| ---------------------- | ----------- | ----------- | -------- | ----- |
| Turín FESA Fútbol Club | El Salvador | 2011 - 2014 | 50       | 1     |
| Total:                 | Total:      | Total:      | 50       | 1     |

### Selección nacional
| Selección           | Año                 | Partidos | Goles |
| ------------------- | ------------------- | -------- | ----- |
| El Salvador Sub-20  |                     |          |       |
| 2012                | 1                   | 0        |       |
| 2013                | 11                  | 1        |       |
| El Salvador Sub-21  |                     |          |       |
| 2014                | 3                   | 0        |       |
| Total en su carrera | Total en su carrera | 15       | 1     |

### Palmarés
| Club        | País        | Año                      |
| ----------- | ----------- | ------------------------ |
| Santa Tecla | El Salvador | Clausura 2015            |
| Santa Tecla | El Salvador | Apertura 2016            |
| Santa Tecla | El Salvador | Clausura 2017            |
| Santa Tecla | El Salvador | Apertura 2018            |
| Santa Tecla | El Salvador | Copa El Salvador 2016-17 |
| Santa Tecla | El Salvador | Copa El Salvador 2018-19 |

### Participaciones en Copas del Mundo
| Mundial                               | Sede    | Resultado    |
| ------------------------------------- | ------- | ------------ |
| Copa Mundial de Fútbol Sub-20 de 2013 | Turquía | Primera fase |